# Tadeusz Baird
Tadeusz Baird (født 26. juli 1928 i Grodzisk Mazowiecki, Polen, død 2. september 1981 i Warszawa, Polen) var en polsk komponist.
Baird var af skotsk slægt. Han studerede komposition i Warszawa hos Kazimierz Sikorski, som han var venner med.
Bairds musik er lyrisk og dyb udtryksfuld i den post-romantiske retning, dog med seriel teknik inkorporeret.
Han har skrevet tre symfonier, (hvoraf den tredje vandt den polske nationalpris i 1970), orkestermusik, kammermusik, koncerter og vokalværker. 

## Udvalgte værker
- Symfoni nr. 1 (1950) - for orkester
- Symfoni nr. 2 (1952) - for orkester
- Symfoni nr. 3 (1969) - for orkester
- Sinfonietta (1949) - for orkester
- Strygekvartet (1971)
- "Stykke for strygekvartet" (1971)
- "Fire sonetter" (1956) (Efter Shakespeare) - for baryton og orkester
- "Fem sange" (1970) - for mezzosopran og seks instrumenter